# 潮間美洲原銀漢魚
潮間美洲原銀漢魚，為輻鰭魚綱銀漢魚目擬銀漢魚科的其中一種，分布於西大西洋美國佛羅里達州東北部至墨西哥灣半鹹水、海域，為熱帶魚類，體長可達15公分，棲息在底中層水域，以浮游生物為食，生活習性不明。